# Trud, Plovdiv
Trud (în bulgară Труд) este un sat în comuna Marița, regiunea Plovdiv,  Bulgaria. 

## Demografie
Componența etnică a satului Trud
     Bulgari (82,74%)
     Romi (2,46%)
     Nicio identificare (14,11%)
     Altele (0,77%)
La recensământul din 2011, populația satului Trud era de 4.017 locuitori. Din punct de vedere etnic, majoritatea locuitorilor (82,74%) erau bulgari, cu o minoritate de romi (2,46%). Pentru 14,11% din locuitori nu este cunoscută apartenența etnică.